# Susan Osborn
Susan Osborn (* 26. Februar 1950 in Minnesota; † 14. März 2024) war eine amerikanische Sängerin.

## Leben und Wirken
Osborns Kindheit war von Musik und ihrer Tätigkeit in Schul- und Kirchenchören und Orchestern geprägt. Sie studierte Gesang und Geige sowie Kontrabass und Orgel.
Ihre musikalische Karriere begann in den frühen 1970er Jahren, als sie in verschiedenen Bands in South Dakota sang, darunter Blueberry Buckle, Garden, Rosewater und die Red Willow Band. Von 1978 bis 1985 war sie als Leadsängerin des Paul Winter Consort tätig und wurde in dieser Konstellation international bekannt. Mit Paul Winter ist sie auf Alben wie Common Ground, Missa Gaia und Concert for the Earth zu hören.
Nachdem Osborn den Paul Winter Consort verlassen hatte, zog sie nach Orcas Island im Bundesstaat Washington. 1991 begann Osborn sich intensiv mit Japan zu beschäftigen. Für ihre erste Aufnahme von traditionellen japanischen Liedern in englischer Sprache, das Album Wabi (1992), erhielt sie den Recordo Taisho. In Japan wurde ihre Musik in vielen Werbespots und Filmen verwendet.
Osborn hat 25 Alben unter eigenem Namen aufgenommen, darunter traditionelle japanische Melodien in englischer Sprache auf den Tonträgern Wabi und The Pearl, eigene Lieder, Duoaufnahmen von Standards mit dem japanischen Pianisten Kentaro Kihara sowie Weihnachtslieder. Sie arbeitete weiterhin mit den Gitarristen Ralf Illenberger und Bill Lauf, den Pianisten Paul Halley und Wing Wong Tsan, der Multiinstrumentalistin Nancy Rumbel, dem Koto-Spieler Curtis Patterson und dem Shakuhachi-Spieler Bruce Huebner.
Osborn ist auch auf Alben von Letta Mbulu, Betty Buckley, Ralf Illenberger, Lloyd McNeill und Viktoria Tolstoy zu hören.
Osborn unterrichtete außerdem Gesang in Kursen mit dem Titel „Silence and Song“.